# Сьюдхеды

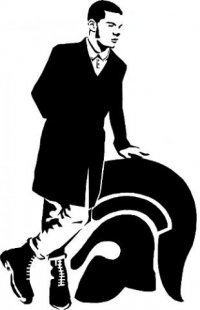
Сьюдхед

Сьюдхеды (англ. suedeheads, от suede — замша и head — голова) — субкультура, возникшая в 1970-х годах в Великобритании, как ответвление субкультуры скинхедов. В отличие от скинхедов 1960-х, сьюдхеды отращивали более длинные волосы и предпочитали более утончённый и формальный стиль в одежде. Не все сьюдхеды принадлежали к рабочему классу, некоторые были представителями среднего класса. Девушек-сьюдхедов называли «sorts».

## История
Предположительно, первые сьюдхеды появились примерно в 1969 году.
Существует несколько версий о происхождении сьюдхедов:
- Так как некоторые сьюдхеды были «белыми воротничками», на работе внешний вид скинхеда был неприемлем и они начали отращивать более длинные волосы.
- Возможно, первые сьюдхеды появились одновременно со скинхедами, о чём может свидетельствовать обложка альбома «Skinhead Moonstomp» группы Symarip 1969 года, на которой участники группы выглядят как сьюдхеды.
- Толчком для развития субкультуры был фильм Bronco Bullfrog 1970 года.
- Культ «мачо» и жестокий имидж скинов в поздних шестидесятых нравился далеко не всем представителям субкультуры.
- Некоторые считают стиль сьюдхедов возвращением к стилю модов.

Субкультура сьюдхедов была распространена преимущественно в Лондоне и на Юге Англии

## Внешний вид
Внешний вид сьюдхедов во многом совпадает с внешним видом модов и скинхедов, но также имеются отличия:
Мокасины, броги или лоуферы вместо тяжёлых ботинок, джинсам предпочитают брюки Sta-Prest. Также популярны рубашки с воротниками на пуговицах, таких брендов, как Ben Sherman, Brutus, Jaytex, а также Arnold Palmer и однотонные свитеры с V-образным вырезом. Как и скинхеды, сьюдхеды носили куртки Harrington, но их отличительной чертой были пальто Crombie и плащи Мае. Классические костюмы надевают не только на танцевальные вечеринки, но и используют в качестве повседневной одежды. Вместо подтяжек многие сьюдхеды носят ремни. Другая характерная черта — это цветные носки вместо белых или чёрных. Характерные аксессуары — котелок и зонт-трость.

## Музыка
В музыке сьюдхеды предпочитают регги, рокстеди, ска и соул. В 1980-х годах многие начали слушать Oi!. Некоторые видные участники Oi! сцены, как Джимми Перси из Sham 69 и Гарри Бушелл из The Gonads, называли себя сьюдхедами.
Британский лейбл Trojan records выпустил сборник Trojan Suedehead Box Set.

## Упоминания
В массовой культуре сьюдхеды представлены в фильме «Бронко Буллфрог» и в романе Ричарда Аллена «Сьюдхеды».